# Estelle Harris
Estelle Harris (New York, New York, 1928. április 4. – Palm Desert, Kalifornia, 2022. április 2.) amerikai színésznő és humorista volt. Legismertebb szerepe Estelle Constanza volt a Seinfeld című sorozatból. További ismert szerepei közé tartozott Mrs. Potato Head a Toy Story filmsorozatból, Muriel a Zack és Cody élete című vígjátéksorozatból, illetve Mama Gunda a Tarzan 2. című filmből. Több reklámfilmben is szerepelt.

## Életpályája
Estelle Nussbaum néven született a manhattani Hell’s Kitchen-ben, lengyel származású zsidó bevándorlók gyermekeként. Egy pennsylvaniai kisvárosban nőtt fel. Hét éves korában családja a pennsylvaniai Tarentumba költözött. A Tarentum High School tanulójaként érettségizett.

## Pályafutása
Karrierjét amatőr darabokban kezdte. Később a Madison Avenue-n ért el sikereket, amikor egy év alatt 25 reklámfilmben szerepelt. Ezáltal a "reklámok királynője" becenevet kapta.
Miután gyermekei felnőttek, színészi karrierbe kezdett. Továbbra is szerepelt reklámfilmekben.
Először a Looking Up című filmben tűnt fel. Azonban mégis Estelle Constanza szerepében vált ismertté.
Szerepelt a Star Trek: Voyager 1996-os Sacred Ground című epizódjában. Kisebb szerepe volt az 1997-es Tengerre, tata! című filmben.
Ő szolgáltatta Mrs. Potato Head hangját a Toy Story-filmekben. 2007-ben Brad Paisley "Online" című dalának videoklipjében tűnt fel. Harris alakította a CBGB klub alapítójának, Hilly Kristal-nak az anyját, Bertha Kristal-t a CBGB című filmben.
További szinkronmunkái közé tartozik Lula a Dave the Barbarian-ből, Mama Lipsky a Kim Possible-ből, Thelma a A Büszke család-ból, Mrs. Turtle a Mickey Mouse Works és House of Mouse című rajzfilmsorozatokból, illetve a Halál anyja a Family Guy-ból. Utolsó filmszerepe Mrs. Potato Head volt a 2019-es Toy Story 4. című filmben.

## Magánélete és halála
1952-ben visszaköltözött New Yorkba, itt ismerkedett meg Sy Harris eladóval. Hat hónappal később összeházasodtak. Három gyerekük született: Eric (1957), Glen (1961) és Taryn (1964). Sy 2022. január 11-én elhunyt.
Korábban a New York-i Port Washingtonban élt, majd Nyugat-Hollywoodba költözött.
2022. április 2-án hunyt el a kaliforniai Palm Desertben, természetes körülmények között. 93 éves volt.

## Filmjei
- Volt egyszer egy Amerika (1984)
- Night Court (1985-1986)
- Egy rém rendes család (1987)
- Mutasd meg, ki vagy (1988)
- Brooklyn-híd (1991)
- Ez az életem (1992)
- Esküdt ellenségek (1992)
- Megőrülök érted (1992)
- Seinfeld (1992-1998)
- Chicago Hope kórház (1995)
- Tökéletes alibi (1995)
- Aladdin (1995)
- Bukott angyalok (1995)
- Timon és Pumbaa (1995)
- West Side-i keringő (1995)
- A kullancs (1996)
- Star Trek: Voyager (1996)
- A maszk (1997)
- Tengerre, tata! (1997)
- Répafej, a főnök (1997)
- Furcsa pár 2. (1998)
- Egetverő szenzáció (1998)
- Addams Family 3. – Jobb együtt, mint darabokban (1998)
- Herkules (1998)
- A Thornberry család (1998)
- A veszett kutya (1999)
- Toy Story – Játékháború 2. (1999)
- Toy Story 2 (1999)
- Kémkutyák (1999)
- Mickey egér művek (1999-2000)
- Négy vacsora (2000)
- Harc a kulisszák mögött (2000)
- Mona Lisa mosolya (2000)
- Queer Duck (2000-2002)
- Sabrina, a tiniboszorkány (2001)
- Kölykök a 402-es tanteremből (2001)
- Family Guy (2001)
- Eltanácsolt tanácsadó (2001)
- Mickey egér klubja (2002)
- Mackótestvér (2003)
- Stréber (2004)
- A legelő hősei (2004)
- Kim Possible - Kis tini hős (2004)
- Ginger naplója (2004)
- Dave the Barbarian (2004-2005)
- Tarzan 2: A legenda kezdődik (2005)
- Zűrutazók (2005)
- Phil a jövőből (2005)
- Zack és Cody élete (2005-2008)
- Vészhelyzet (2006)
- Király suli (2007)
- Amerikai fater (2009)
- Félig üres (2009)
- Fanboy & Chum Chum (2009-2014)
- Sonny, a sztárjelölt (2010)
- Toy Story 3. (2010)
- Hawaii vakáció (2011)
- Újabb Bolondos Dallamok: Együtt a csapat (2012)
- Jake és Sohaország kalózai (2014-2015)
- Toy Story 4. (2019)